# Stomphia carneola
Stomphia carneola is een zeeanemonensoort uit de familie Actinostolidae.
Stomphia carneola is voor het eerst wetenschappelijk beschreven door Stimpson in 1853.